# Pierre Gaxotte
Pierre Gaxotte, né le 19 novembre 1895 à Revigny-sur-Ornain (Meuse) et mort le 21 novembre 1982 à Paris, est un historien et journaliste français d'extrême droite. Directeur, à sa fondation, du journal Je suis partout, il est élu à l'Académie française en 1953.

## Biographie

### Famille et formation
Pierre Gaxotte est le fils de Jules Gaxotte (1859-1926), notaire à Revigny-sur-Ornain, et Marie-Augustine Fresse (1865-1912). Son père fut élu conseiller municipal en 1904 puis maire de Revigny-sur-Ornain en mai 1913 jusqu'à sa démission en août 1920.
Après de très bonnes études secondaires au lycée de Bar-le-Duc, Pierre Gaxotte entre en khâgne à Paris en novembre 1914, il est reçu en 1917 au concours d'entrée à l'École normale supérieure. Il est reçu premier à l'agrégation d'histoire et géographie en 1920. Il est introduit dans les milieux intellectuels par l'éditeur Arthème Fayard.

### Engagement à l'extrême-droite
En novembre 1917, présenté par l'un de ses camarades d'études, il devient le « secrétaire de nuit » du leader intellectuel et politique Charles Maurras (1868-1952). Gaxotte contribuera dès lors régulièrement à L'Action française. 

Comme beaucoup de ses compatriotes de l'époque, il conçoit pour Charles Maurras une grande admiration : 

« Maurras était en pleine force, insensible à la fatigue, aux incommodités, aux menaces, aux dangers. On était pris d'abord par son regard, où rayonnaient l'intelligence, l'autorité, l'énergie, le courage, la bienveillance, une attention extrême et parfois la gaieté. Mais on était conquis aussi par sa jeunesse, son ardeur, son alacrité. »

Sa pensée s'imprègne de la « ligne maurrassienne », nationaliste et xénophobe.

À partir du 11 novembre 1918, Pierre Gaxotte remplace un professeur d'histoire au lycée Charlemagne. Il raconte dans ses Mémoires : 

« Le lycée Charlemagne était alors fréquenté par un grand nombre d'élèves israélites, fils de commerçants du quartier. Or les noms de famille juifs ne sont pas très nombreux. Quand je disais : "Lévy, parlez-moi des massifs hercyniens", la moitié de la classe se levait. Je dus apprendre les prénoms. »

En 1919, après le rétablissement du professeur qu'il remplaçait, il est nommé professeur au lycée d'Évreux et en 1924, le libraire Arthème Fayard lui confie la direction du journal Candide, puis celle du journal Je suis partout. 

C'est ainsi que Pierre Gaxotte réagit dans les termes suivants à l'accession au pouvoir d'Hitler : 

« Le Troisième Reich est une menace pour la France : soyons forts, prenons nos précautions, armons-nous. Mais n’injurions pas. Tous ces messieurs de la gauche prolongent sur le plan extérieur leurs haines de partisans. »

— Je suis partout, 18 mars 1933
Commentant l'actualité de son époque, il écrit : « Puisqu'il s'agit toujours de tenir l'Allemagne en respect, de la mettre en garde contre elle-même et contre le renouvellement de sa folie, le mieux serait de lui inspirer une crainte salutaire par la supériorité évidente des forces. » Et : « Entre le bolchevisme et le hitlérisme, il y a beaucoup moins de différences qu'entre le bolchevisme et la monarchie anglaise. La révolution allemande s'est accomplie dans un pays qui était en avance de plusieurs siècles sur la Russie des tsars. L'expérience de socialisation s'accomplit à un niveau supérieur, sur un peuple depuis longtemps dressé à une exacte discipline et qui a le fonctionnarisme dans le sang. Ce n'en est pas moins de la socialisation. Hitler est aussi antibourgeois et aussi anticapitaliste que Staline. »
 

Jusqu'en 1939, Gaxotte poursuit sa carrière de journaliste dans une société française de plus en plus marquée par la montée de l'extrême droite et la xénophobie. Ainsi écrit-il à propos de Léon Blum : 

« D'abord, il est laid. Sur un corps de pantin désarticulé, il promène la tête triste d'une jument palestinienne. […] Comme il nous hait ! […] Entre la France et l'homme maudit, il faut choisir. Lui, il incarne tout ce qui révolte notre sang et notre chair. Il est le mal. Il est la mort. »

— Candide, 7 avril 1938
Au début, lui non plus n'était pas hostile au fascisme, à l'instar ses collègues de Je suis partout. Mais, à partir de 1936, à la mort d'Arthème Fayard, il s'en éloigne progressivement. Cela lui vaut d'être remplacé au poste de rédacteur-en-chef de Je suis partout par Robert Brasillach en 1937. À partir de janvier 1939, il cesse définitivement de signer des éditoriaux pour ce journal.

### Le refus de la Collaboration
Selon les mémoires de l'essayiste Claude Roy, au cours de l'été 1940, Pierre Gaxotte tente en vain de persuader Maurras de suspendre la parution du quotidien L'Action française. En effet, Gaxotte a la certitude que les États-Unis entreront en guerre contre le Reich dès l'année suivante et qu'il fallait éviter de relier le mouvement maurrassien aux dérives autoritaires de l'Allemagne nazie. 
L'historien François Bluche écrit[Où ?] que « contrairement à certaines légendes, l'ancien secrétaire de Maurras ne fut ni collaborateur, ni vichyste. Il aimait à dire sous l'Occupation : "Les Alliés gagneront et balaieront tout cela". »
Le journaliste Thierry Maulnier raconte un bon mot de Pierre Gaxotte lors d'une soirée pendant les premiers temps de l'Occupation ; à quelqu'un affirmant « Je suis le Maréchal aveuglément », il  aurait répondu « Comment le faire autrement ? »
Replié à Clermont-Ferrand pendant l'Occupation, Gaxotte continue à diriger Candide sur un ton aussi agressif que possible jusqu'au jour où la verve frondeuse de ses billets lui attire les foudres des censeurs de Vichy. On le somme de changer de ton ou d'abandonner. Il abandonne et ne dirige plus que l'hebdomadaire humoristique Ric et Rac (1929-1944), pour lequel la guerre n'existe pas. 
Recherché par la Gestapo, Pierre Gaxotte fuit Clermont-Ferrand et se réfugie à Varennes-sur-Allier comme Mitty Goldin, juif, ancien directeur du music-hall ABC et le comédien Jean Barreyre. Il est l'un des rares maurrassiens restés en France à ne pas être inquiétés à la Libération (nombre de maurrassiens furent pendant quatre ans en poste à Vichy et les trois commissaires généraux aux questions juives successifs ont tous des liens avec l’Action française,).

### L'historien et académicien
Après la Libération, il abandonne son militantisme politique et devient éditorialiste au Figaro. Dès lors, il se consacre essentiellement à la rédaction de travaux historiques. 
Pierre Gaxotte est élu à l'Académie française le 29 janvier 1953 — le même jour que Fernand Gregh et Antoine de Lévis-Mirepoix. Il occupe le fauteuil de l'historien René Grousset, mort quelques mois plus tôt. La même Académie lui avait décerné le grand prix Gobert en 1946 et le prix Louis-Barthou en 1952.
En 1970, il prononce l'éloge funèbre de François Mauriac à l'Académie française, puis y reçoit en 1973 l'écrivain Julien Green. 
Pierre Gaxotte a écrit de nombreux ouvrages d'histoire, si marquants pour son époque qu'ils furent plusieurs fois réédités, notamment ceux publiés avant la Seconde Guerre mondiale : La Révolution française (1928) ; Le Siècle de Louis XV (1933) et Frédéric II (1938). L'auteur y propose une vision critique de la Révolution française en même temps qu'une réhabilitation de Louis XV, jusque là très décrié. C'est pourquoi ses travaux se situent dans le même courant que ceux de ses contemporains Jacques Bainville, Louis Bertrand et Frantz Funck-Brentano.
En 1979, Pierre Gaxotte fait partie du comité de patronage de la revue intellectuelle Nouvelle École, périodique du GRECE, lié à la Nouvelle Droite.
Opposé à la présence de Femmes à l'Académie française, il déclare en 1980 : « Si on élisait une femme, on finirait par élire un nègre »,.

### Décès
Mort le 21 novembre 1982, célibataire, Pierre Gaxotte est inhumé dans sa ville natale de Revigny-sur-Ornain. 
À l'Académie, Jean Dutourd prononce un discours d'hommage dans lequel il précise que « ce regard si intelligent, infaillible pour retrouver la vérité sous des stratifications séculaires d’erreurs ou de bêtises, fait de Pierre Gaxotte un incomparable historien, et certainement l’un des plus originaux que notre littérature ait compté. »

### Vie mondaine
Pierre Gaxotte était un ami de Colette, Julien Green et Robert de Saint-Jean, Christian Dior, Henri Sauguet, Max Jacob, Alain Daniélou, Jean Cocteau, Georges Dumézil (auquel il a dédié La Révolution française), Thierry Maulnier, Jean Mistler, Mathieu Galley, etc.
Passionné de musique et de ballets, il était membre de l'Académie du disque français, qu'avait fondée Colette en 1951.

### Vie privée
Pierre Gaxotte était homosexuel. Il a longtemps vécu avec Jean Fazil, ancien danseur,. Didier Eribon lui prête une liaison avec Georges Dumézil au début des années 1920. Lucien Rebatet et Pierre-Antoine Cousteau, qui ont connu Gaxotte au temps de Je suis partout et se présentent comme ses disciples, évoquent son homosexualité dans Dialogue de vaincus.

## Prix Pierre-Gaxotte
À l'occasion du vingt-cinquième anniversaire de sa mort, le prix Pierre-Gaxotte est créé. 
La première édition est remise à Revigny-sur-Ornain et récompense l'historien Christian Bouyer (1941-) pour son Gaston d'Orléans (Pygmalion). 
L'année suivante, le prix émigre à Metz et devient le Prix Pierre-Gaxotte de la biographie et le Prix Pierre-Gaxotte de l'essai historique. Les lauréats 2008 sont Michel de Decker avec Napoléon III ou l'empire des sens (Belfond) et Henry Bogdan avec Histoire de la Bavière (Perrin). 
En 2009, les lauréats sont Didier Le Fur avec Henri II (Tallandier) et Jean-Paul Gourévitch avec Le Rêve méditerranéen, D'Ulysse à Nicolas Sarkozy (L'Œuvre). 
Depuis sa fondation, le prix est présidé par Roger Maudhuy. Le musicologue Philippe Beaussant, qui occupe le fauteuil qui fut celui de Gaxotte à l'Académie française, en est le président d'honneur.

## Publications
- « Les Mongols », in La Revue universelle. Tome XIV, 1er juillet 1923, Jacques Bainville, directeur.
- « Les Avertissements d’un diplomate : Souvenirs inédits du comte de Bourgueney », in La Revue universelle. Tome XIV, 1er juillet 1923, Jacques Bainville, directeur.
- La Révolution française, Paris, Fayard, 1928 ; édition revue et augmentée : 1962 ; nouvelle édition : 1970.
- Le Siècle de Louis XV, Paris, Fayard, 1933 ; version définitive : 1974.
- Frédéric II, Paris, Fayard, 1938.
- La France en face de l'Allemagne, articles, formules et réflexions, 1940.
- La France de Louis XIV, Paris, Hachette, 1946.
- Histoire des Français, Paris, Flammarion, 1951, 2 volumes [réédition « révisée et refondue » en 1972 chez le même éditeur en un seul volume].
- Discours de réception de M. Pierre Gaxotte à l'Académie française et réponse de M. le Général Weygand, Paris, Fayard, 1953.
- Thèmes et variations, Paris, Fayard, 1957. Réédité sous le titre Aujourd’hui en 1965.
- Histoire de France, Paris, Hachette, 1960.
- Histoire de l'Allemagne, Paris, Flammarion, 1963, 2 volumes.
- L'Académie française, Paris, Hachette, 1965.
- Frédéric II, roi de Prusse, Paris, A. Michel, 1967.
- Le pays de l'Ill. Entre Vosges et Rhin, Lausanne, André et Pierre Gonin, 1967 ; illustrations de Bernard Gantner.
- Paris au XVIIIe siècle, Paris, Arthaud, 1968.
- Mon village et moi, Paris, Flammarion, 1968.
- Molière, fameux comédien, Paris, Hachette (coll. Les soirées du Luxembourg), 1971.
- Le nouvel ingénu, Paris, Fayard, 1972.
- Louis XIV, Paris, Flammarion, 1974.
- Les autres et moi, Paris, Flammarion, 1975 [suite du premier volume de ses mémoire, Mon village et moi].
- Merveilles des châteaux royaux, Paris, Hachette Réalités, 1976.
- Apogée et chute de la royauté, Paris, Jules Tallandier, 1976 [6 vol.].
- Le blasphème du professeur Piton, Paris, Fayard, 1977.
- Molière, Paris, Flammarion, 1977.
- Louis XV, Paris, Flammarion, 1980.
- Le Loir des côteaux, Paris, chez l'artiste, 1981, illustré par Jean-Pierre Rémon [tiré à 41 exemplaires].
- Le purgatoire, Paris, Fayard, 1982.
- La marquise et moi, Monaco, éd. Du Rocher, 1986.